# Procès Milch
Pour les articles homonymes, voir Milch.

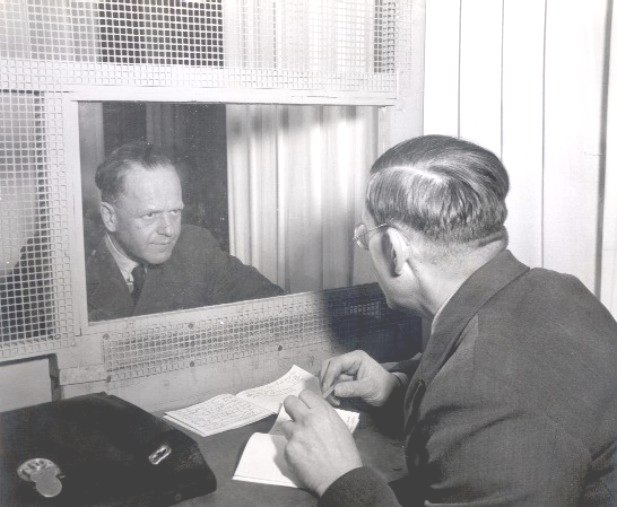
Erhard Milch (à gauche) dans un parloir de la prison de Nuremberg.

Le procès Milch (officiellement The United States of America vs. Erhard Milch) est le deuxième des douze procès pour crimes de guerre organisé par les autorités américaines dans leur zone d'occupation en Allemagne, à Nuremberg, après la fin de la Seconde Guerre mondiale.
Dans ce procès, l'ancien Generalfeldmarschall de la Luftwaffe Erhard Milch a été accusé d'avoir commis des crimes de guerre et crimes contre l'humanité.
Milch plaida non coupable de toutes les charges le 20 décembre 1946. Le procès dura du 2 janvier à avril 1947. Il fut reconnu coupable sur deux des trois chefs de l'accusation et fut condamné à la prison à vie. Emprisonné à la Landsberg, sa sentence fut commuée par John McCloy, haut commissaire allié en Allemagne à quinze ans de prison en 1951. Il fut libéré en juin 1954.